# Tuchengzi (socken i Kina, lat 40,44, long 111,79)
Tuchengzi (kinesiska: 土城子, 土城子乡) är en socken i Kina. Den ligger i den autonoma regionen Inre Mongoliet, i den norra delen av landet, omkring 44 kilometer söder om regionhuvudstaden Hohhot.
Genomsnittlig årsnederbörd är 639 millimeter. Den regnigaste månaden är juli, med i genomsnitt 194 mm nederbörd, och den torraste är januari, med 3 mm nederbörd.